# ブラッディ・バレンタイン3D
『ブラッディ・バレンタイン3D』 (My Bloody Valentine) は、2009年のアメリカ映画。
バレンタインデーの小さな田舎町を舞台に、炭鉱夫のガスマスク姿にツルハシを持った殺人鬼による殺戮劇を描いたホラー映画で、1981年のカナダ映画『血のバレンタイン』のリメイク作品である。
日本では2009年2月14日のバレンタインデーに、日本語吹き替えの3D版のみで公開された。

## あらすじ
ある年のバレンタイン・デー。小さな炭鉱町「ハーモニー」で新人ではあるものの経営者の息子で炭鉱作業員であるトム・ハニガーが従業員たちの作業するトンネルの中で事故を誘引してしまう。爆発の影響で6人が生き埋めになり、その中の一人であるハリー・ウォーデンは空気確保のために5人を殺害。結果的に5人の死者を出してしまった。救出された後、唯一の生存者ハリーは昏睡状態に陥る。
昏睡状態のまま1年後、突然ハリーが目を覚ます。彼は病院で住民を皆殺しにした後、事故の起こった炭鉱へと逃げていくが、その炭鉱では運悪く若者達が肝試しパーティーを開いていて、更に多くの死者が出る。この一連の殺戮をブラッディ・バレンタイン“血のバレンタイン”事件と呼ぶようになった。
その事件から10年後。炭鉱主が亡くなり、事件以来行方不明で死んだかと思われた息子のトムが筆頭株主となって街に戻ってくる。炭鉱を売却すると宣言し、住民の反対を受けるのだが…。殺戮が再度始まり、ハリーが復活したと噂と事件は広がっていく。

## キャスト
※括弧内は日本語吹替
- トム・ハニガー：ジェンセン・アクレス（東地宏樹）
- サラ・パーマー：ジェイミー・キング（宮島依里）
- アクセル・パーマー：カー・スミス（草尾毅）
- バーク：トム・アトキンス（内海賢二）
- マーティン保安官代理：エディ・ガテギ（星野貴紀）
- ベン・フォーリー：ケヴィン・タイ（川久保潔）
- イレーヌ：ベッツィ・リュー
- ミーガン：メーガン・ブーン（甲斐田裕子）
- ハリー・ウォーデン（英語版）：リチャード・ジョン・ウォルターズ

## スタッフ
- 監督：パトリック・ルシエ
- 脚本：トッド・ファーマー、ゼイン・スミス
- オリジナル脚本：ジョン・ベアード
- オリジナル原案：スティーブン・ミラー
- 製作総指揮：ジョン・ダニング、アンドレ・リンク、マイケル・パセオネック、ジョン・サッキ
- 製作：ジャック・マーレイ
- 撮影：ブライアン・ピアソン
- 編集：パトリック・ルシエ、シンシア・ルドウィグ
- 特殊メイク：ゲイリー・J・タニクリフ
- 衣装デザイン：リーアンヌ・ラデカ
- 音楽：マイケル・ワンドマッチャー

## 興行成績
アメリカでは2009年1月16日に2534館で公開され、週末興行成績で初登場3位になり、トップ10内に3週いた。

## その他
- この映画のレイティングは、アメリカではR指定（17歳未満は要保護者同伴）、日本ではR-15指定（15歳未満の入場禁止）となっている。なお、アメリカ公開時にあったシーンの幾つかは日本公開時にはカットされている。
- 日本での劇場公開は日本語吹替え版のみで、エンディングが北出菜奈の「鏡の国のアリア」に差し替えられている。
- 吹替え版エンディング曲を歌う北出菜奈が殺害される女性の役で声優初挑戦となった[1]。